# Super Mario RPG: Legend of the Seven Stars
Super Mario RPG: Legend of the Seven Stars (яп. スーパーマリオRPG Су:па: Марио RPG) — ролевая видеоигра, разработанная компанией Square и выпущенная фирмой Nintendo для приставки Super Nintendo Entertainment System (SNES) в 1996 году. Это был последний проект из одноимённой серии, выпущенный на SNES. Созданием игры руководили Тихиро Фудзиока и Ёсихико Маэкава, продюсером выступил Сигэру Миямото (создатель и продюсер Mario). За саундтрек отвечала Ёко Симомура.
Сюжет игры посвящён приключениям Марио и его друзей, и их противостоянию со Смити, который вторгся в Грибное королевство и разрушил Звёздную дорогу (англ. Star Road) при помощи гигантского меча Экзора, разбив её на семь маленьких осколков. Super Mario RPG — первая ролевая игра в серии Mario. Она заимствует узнаваемые детали из основной франшизы, а также тактические элементы из RPG компании Square (пошаговые бои с отрядом до трёх персонажей), таких как Final Fantasy. Это также первая игра серии, чьё действие происходит в изометрической трёхмерной плоскости.
Super Mario RPG была высоко оценена профильными критиками, особенно хвалили юмор и трёхмерную графику. Проект стал отправной точкой для создания других ролевых игр Nintendo, таких как Paper Mario и Mario & Luigi, сохранивших часть элементов игрового процесса своего прародителя. В 2008 году Super Mario RPG была выпущена в онлайн-сервисе Virtual Console для приставки Wii (став официально доступной в Европе и Австралии), а через семь лет переиздана для гибридной консоли Wii U. Помимо этого, она вошла в перечень игр для Super NES Classic Edition (2017). В 2023 году был анонсирован ремейк игры для консоли Nintendo Switch с обновлённой графикой и саундтреком, выпуск которого состоялся 17 ноября того же года. Релиз был тепло встречен критиками.

## Игровой процесс
Super Mario RPG имеет схожие элементы с другими видеоиграми, разработанными компанией Square (в первую очередь серией Final Fantasy), а также сюжет и игровой процесс, основанные на франшизе Super Mario Bros.. Как и в большинстве традиционных JRPG, геймплей делится на две основные части: приключения и пошаговые сражения. Причём бо́льшая часть игрового процесса связана не с уничтожением монстров (как в одноимённом проекте), а с изучением игрового мира. Super Mario RPG представляет собой изометрический 3D-платформер, в котором присутствуют традиционные элементы серии Mario, такие как блоки со знаком вопроса, которые открываются ударом снизу. В игре нет случайных сражений (как в Final Fantasy) так как все враги сразу видны на игровой карте. Битва начинается только в том случае, если Марио вступает в контакт с одним из них. Это позволяет игроку избегать ненужных сражений.
Изначально игрок управляет только Марио, в дальнейшем его команда увеличивается до пяти персонажей. В битвах участвуют до трёх героев, которых можно произвольно менять во время исследования мира. Каждый из них обладает уникальным набором атак и навыков. К примеру, принцесса Пич специализируется на лечении сопартийцев. В свою очередь у Джино и Боузера есть наступательные атаки, наносящие повышенный урон. Сражения основаны на традиционной пошаговой боевой системе с добавлением активных команд (англ. action commands), которые усиливают действия, сделанные во время перемещения (при попадании в тайминг). Игрок начинает каждый ход, выбирая в меню между атакой, защитой, передвижением, использованием предметов или магии. Активные команды рассчитаны на своевременное нажатие определённых кнопок во время атаки, защиты или использования предмета. Впоследствии на этой механике базировались более поздние ролевые игры из серии Mario.

## Персонажи и сеттинг
Игровой мир включает множество разнообразных локаций: горы, леса и водоёмы. Каждому региону присущи свои особенности: Грибное королевство населено тоадами, Молевиль (англ. Moleville) — кротами, в Монстро-Таун (англ. Monstro Town) преобладают мутировавшие монстры, остров Йостер (англ. Yo’ster) — место, где проживают динозавры йоши, а Земля Нимбуса (англ. Nimbus Land) представляет собой область, населённую облачными людьми. В замке Боузера (англ. Bowser’s Castle) — ещё одной знаковой локации для серии Mario — находится портал в потусторонний мир главного антагониста.
Как и в большинстве игр серии, главным героем является водопроводчик Марио, первоначальная цель которого — спасти принцессу Пич из замка Боузера. Вскоре после начала его путешествия в Грибное королевство вторгается Смити (англ. Smithy) вместе со своими приспешниками. Во время попытки Марио остановить врага к нему присоединяется Мэллоу (англ. Mallow) — облачный мальчик, который считает, что он головастик. По мере прохождения команду игрока также пополнят: Джино (англ. Geno) — кукла, неким образом связанная со Звёздной дорогой (англ. Star Road); Боузер, чьи армии ретировались из-за страха перед Смити; и принцесса Пич, которая оказывается на свободе вскоре после вторжения врагов. Основной антагонист игры — Смити — представляет собой робота из альтернативного измерения, стремящийся к мировому господству.

## Сюжет

Скриншот из игры во время сражения Марио с врагами

В начале игры Марио отправляется в за́мок Боузера, намереваясь спасти принцессу Пич, в очередной раз похищенную антагонистом серии. Во время их сражения с неба падает гигантский живой меч по имени Экзор (англ. Exor), пролетая насквозь через Звёздную дорогу (способную исполнять желания жителей королевства), и врезается в замок. От мощного удара Марио, Пич и Боузер разлетаются в разные стороны, а Звёздная дорога распадается на семь отдельных частей. Оправившись от удара протагонист замечает Тоада, который напоминает ему о миссии спасти принцессу. Возвращаясь в замок Марио наталкивается на Экзора, который разрушает мост тем самым закрывая ему проход. После этого главный герой направляется в Грибное королевство, где встречает «головастика» по имени Мэллоу, который просит помочь вернуть монету в форме лягушки, украденную вором Кроко. Вернув пропажу они обнаруживают, что королевство захвачено роботами-молотобойцами приспешниками злого короля Смити. Друзья входят в замок, чтобы победить главаря банды — Мака (англ. Mack), а затем находят один из семи осколков. Мэллоу сопровождает Марио к пруду, чтобы спросить совета у Фрогфуциуса, его дедушки. Во время разговора последний отмечает, что Мэллоу вовсе не из рода головастиков, и просит «внука» присоединиться к Марио в поисках остальных частей Звёздной дороги, а также его настоящих родителей.
Друзья направляются в Роуз-таун где встречает духа со звезды, вселившегося в деревянную куклу по имени Джино. После битвы с лукоподобным существом Бойером, обездвиживающим жителей города волшебными стрелами, они получают ещё один осколок. Джино присоединяется к команде Марио и рассказывает ему, что их находка является частью Звёздной дороги — его дома. Джино преследует цель восстановить Звёздную дорогу и победить Смити, чтобы она вновь смогла исполнять желания. Дальнейший путь троицы лежит через башню Бустера (англ. Booster Tower) — местное развлекательное заведение, где они встречают Баузера, чьи слуги разбежались после атаки роботов-молотобойцев. Боузер неохотно просит бывшего врага помочь ему вернуть свой замок. Марио соглашается, позволив последнему сохранить лицо, притворившись, что это именно он присоединяется к нему, а не наоборот. Вчетвером они находят принцессу Пич, которую насильно пытаются выдать замуж за Бустера. Однако оказывается, что свадьба была инсценировкой. Бустер, понятия не имея, что такое брак, думал, что это просто весёлая вечеринка. И, съев торт, возвращается назад в альтернативное измерение.
После своего спасения принцесса возвращается в Грибное королевство, однако затем решает присоединиться к команде. В то время как место на престоле занимает её переодетая бабушка. Собрав пять осколков, герои отправляется в Землю Нимба. Там они узнают, что правители локации находятся в плену у приспешников Смити, Додо и Валентины, которые выдают себя за короля и королеву. Один из подданных узнаёт в Мэллоу настоящего принца, после этого Марио и его друзей маскируют, чтобы они смогли проникнуть в замок. Победив врагов, Марио освобождает настоящих правителей, которые оказываются родителями Мэллоу. Они сообщают героям, что видели, как звезда упала в ближайший вулкан.
После путешествия к вулкану за очередным осколком команда Марио узнаёт, что последняя часть звезды находится у Смити в замке Боузера. Они пробиваются через полчища врагов и попадают внутрь, где обнаруживают, что Экзор является порталом на фабрику антагониста, где тот штампует свою армию. Герои попадают внутрь, добираются до её ядра и побеждают Смити, тем самым останавливая конвейер. Чары Экзора больше не действуют, и он исчезает. С помощью Звездных частиц друзья восстанавливают Звёздную дорогу, Джино возвращается домой, Боузер — к себе в замок, Мэллоу становится принцем Страны Нимбов, а Марио и Принцесса Пич воссоединяются в Грибном королевстве, чтобы отпраздновать победу.

## Разработка

Игра переняла ряд элементов серии Final Fantasy

По словам Йошио Хонго, одного из сотрудников Nintendo, Super Mario RPG появилась из идеи Сигэру Миямото создать ролевую игру про титульного персонажа серии, а также желанию Square разработать тайтл, который мог бы добиться большего успеха за пределами Японии, чем их предыдущие проекты. К работе приступили в начале 1994 года после деловой встречи представителей обеих компаний. Начальный этап был посвящён выбору подходящей боевой системы. Тогда же было решено остановиться на изометрическом виде с целью оживить игровой мир. Чтобы проект соответствовал серии Mario, в нём был сделан бо́льший упор на активных действиях и передвижении в сравнении с другими ролевыми играми Square. Основная часть разработки пришлась на второй квартал 1995 года, когда был реализован программный код, а также добавлены сюжетные вставки и основное графическое оформление.
Игра была анонсирована Сигэру Миямото (создателем Mario) и Тихиро Фудзиокой (одним из руководителей разработки) в 1995 году на японском фестивале V-Jump Festival ’95. Миямото напрямую координировал действия студий Nintendo и Square, которые потратили более года на создание графики. Отрендеренная модель Грибного королевства, основанная на серии игр Super Mario Bros, создавалась с нуля. По воспоминаниям представителей Square, к октябрю 1995 года игра была завершена примерно на 70 %. Разработчики создали элементы интерьера, такие как колонны и лестницы, а также различные детали экстерьера с помощью передовых методов компьютерного моделирования. Для создания теней и отражений использовались специальные световые эффекты, которые должны были улучшить визуальный вид трёхмерных элементов окружения. Синъя Такахаси, который позже стал главой Nintendo SPD и Nintendo EPD, занимался разработкой CG-моделей. Под руководством Миямото Square объединили ролевые аспекты своих предыдущих творений, таких как Final Fantasy VI, с характерными элементами платформеров от Nintendo. Боевая система Super Mario RPG создавалась по лекалам серии Final Fantasy, в свою очередь для сохранения духа Super Mario Bros. добавили большое количество активных команд. Способность Марио бегать в восьми направлениях и прыгать вверх или вниз в трехчетвертной перспективе давала ему (сравнительно) большой диапазон движений. Сочетание элементов приключенческой игры и экшена роднила проект с ещё одним релизом Nintendo тех лет — The Legend of Zelda: A Link to the Past.

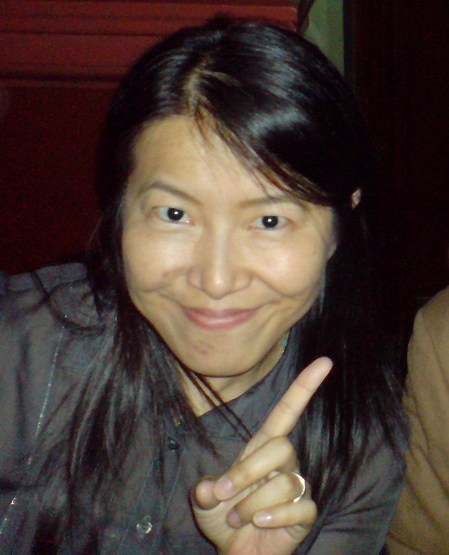
Одной из создательниц саундтрека была Ёко Симомура

Когда подразделение Nintendo of America получило копию игры, готовую на 60 %, её сотрудники были удивлены наличием в ней боевой системы, типичной для ролевых игр. Сражения, использующие спрайты, созданные с помощью предварительного рендеринга, как и остальная часть игры, включали анимации атак с применением экипированного оружия. В декабре разработчики сосредоточились на дополнительной проработке и улучшении игрового процесса. Это затормозило создание перевода игры. В английской версии некоторые названия были изменены. Например, «Канцлер» (англ. the Chancellor) из оригинала в переводе стал Министром (англ. the Minister»). Дата выхода с Северной Америке сдвинулась с февраля на весну.
Super Mario RPG — одна из семи игр для приставки SNES, выпущенных на западном рынке со специальной встроенной микросхемой Nintendo SA-1. Она обеспечивала ускоренный тактовый сигнал, доступ к оперативной памяти (ОЗУ), дополнительные возможности распределения памяти, хранения, сжатия данных, а также новые режимы прямого доступа к памяти (DMA) по ускоренной передаче растровой графики на битовую карту. Кроме того, в игру была внедрена технология защиты от пиратства CIC, накладывающая региональные ограничения. Игра была недоступна для продажи в регионах PAL. Nintendo ссылалась на то, что для этого им потребовалось бы оптимизировать игру для телевизоров распространённых в Европе, а также перевести её на несколько языков, что было экономически нецелесообразно.

### Музыка
Большею часть саундтрека написала Ёко Симомура. Туда также вошли аранжировки Кодзи Кондо, композитора Super Mario Bros., и три трека написанных Нобуо Уэмацу, известного за создание музыки к Final Fantasy IV. Ёко назвала работу над звуковой дорожкой поворотным моментом в своей карьере. Она заметила, что Super Mario Bros. стала её первой опробованной видеоигрой и ей нравилась музыка серии Mario; «Когда мне поручили написать музыку к Super Mario RPG, я дала волю своему воображению, пытаясь подобрать подходящие звуки к сценам, где Марио гуляет по городу, общается с окружающими, Марио спит, Марио просто проживает свою жизнь… это было ТААК весело!».
25 марта 1996 года саундтрек был выпущен эксклюзивно в Японии на двух отдельных дисках, озаглавленных Super Mario RPG Original Sound Version. Издателем выступила компания NTT Publishing.

## Выпуск
Выход игры в Японии состоялся 9 марта 1996 года в Японии, релиз на территории Северной Америки последовал 13 мая. Super Mario RPG стала последним проектом для Super NES, выпущенным компанией Square Enix в Америке и одной из последних трёх игр — наряду с Treasure of the Rudras и Treasure Hunter G — в Японии.
24 июня 2008 года Super Mario RPG была выпущена в Японии для приставки Wii, игру можно было скачать через цифровой сервис Virtual Console. 22 августа 2008 года она была впервые выпущена в Европе и Австралии в рамках проведения третьего фестиваля Hanabi Festival. Североамериканская версия для Wii была издана 1 сентября 2008 года, став 250-й игрой, доступной для скачивания в этом регионе. Релиз японской версии для следующей приставки Nintendo — Wii U (также посредством Virtual Console) — последовал 5 августа 2015 года. Аналогичные версии для Европы и Австралии были выпущены 24 декабря. В свою очередь, до Северной Америки переиздание добралось лишь 30 июня 2016 года. Помимо этого, Super Mario RPG была выпущена в составе сборника для ретро-приставки Super NES Classic Edition в 2017 году.

## Оценки
| Сводный рейтинг    | Сводный рейтинг |
| Агрегатор          | Оценка          |
| ------------------ | --------------- |
| GameRankings       | 89,12 %         |
| Иноязычные издания |                 |
| Издание            | Оценка          |
| 1UP.com            | A               |
| AllGame            | [ 45 ]          |
| EGM                | 35/40           |
| Eurogamer          | 9/10            |
| Famitsu            | 32/40           |
| GameFan            | 292/300         |
| Game Informer      | 9,25/10         |
| IGN                | 9,5/10          |
| Next Generation    | [ 51 ]          |
| Nintendo Life      | 10/10           |
| Nintendo Power     | 16,20/20        |
| RPGamer            | 4/5             |
| RPGFan             | 86 %            |
| USgamer            | 4,5/5           |
| Video Games (DE)   | 85 %            |

Super Mario RPG сыскала любовь японских игроков — было продано 1,47 миллионов копий — став третьей в списке самых продаваемых игр в этой стране. Продажи в Америке также превзошли все ожидания Nintendo. Первоначально японская компания поставила в розничные магазины Соединённых Штатов 300.000 картриджей. По оценкам Nintendo, уже в первый месяц было продано более 200.000 копий и вскоре тираж должен был превысить 500.000 единиц, а к концу календарного года достигнуть миллиона (тем самым намного превзойдя изначальный план японцев в половину этой цифры). Super Mario RPG удерживала статус самой продаваемой игры в США в течение 14 недель и заняла 6-е место в списке самых продаваемых игр 1996 года.
Оценка со стороны игровых обозревателей в целом была крайне положительной, хотя некоторые игровые элементы подверглись критике. Super Mario RPG хвалили за графику и элементы юмора. Редакция Nintendo Power отмечала, что «[благодаря] великолепной трёхмерной графике [Super Mario RPG] удалось привлечь куда большею аудиторию, чем большинству традиционных RPG-игр». В марте 1997 года это издание номинировало игру на ряд премий, в том числе за лучшею графику, но награда в итоге досталась следующей части франшизы — Super Mario 64 (по итогам читательского голосования). Журналист Electronic Gaming Monthly также высоко оценил графику проекта, назвав её лучшей в библиотеке для Super NES. Скерри Ларри, редактор журнала GamePro, присудил Super Mario RPG высший балл во всех четырёх категориях: графика, звук, управление и развлечение. Он хвалил игру за визуализацию врагов, кинематографические сцены и анимации заклинаний.
По мнению публициста из 1UP.com, графика в игре оправдывала высокие стандарты франшизы Mario, но и одновременно выдержанна в стиле ролевых игр. В свою очередь, журналист из Electronic Gaming Monthly отметил, что визуальный стиль игры типичен для проектов Nintendo с присущим им «отполированной, яркой графикой и приятной анимацией». Редактор RPGamer Дерек Кэвин похвалил Super Mario RPG за её «прекрасные» задние фоны, а также высоко оценил то, как разработчикам удалось перенести в трёхмерное пространство Грибное королевство и прилегающие внутриигровые локации. Редактор портала Allgame Скайлер Миллер высказалась в схожем ключе, восхитившись выдающейся графикой игры и её трёхмерными визуальными эффектами, отметив, что раньше подобное казалось в принципе невозможным для проекта Super Nintendo. Публицистка назвала графическое исполнение Super Mario RPG лучшим, с чем она сталкивалась на 16-битных платформах. Миллер также похвалила музыкальное сопровождение, назвав его довольно необычным, но отлично вписывающимся в атмосферу сказочного приключения. В своём обзоре переиздания для Virtual Console Лукас Томас из IGN подчеркнул, что увлекательность прохождения игры обеспечивается захватывающей историей с элементами юмора и множеством мини-игр, встречающихся на протяжении всей основной сюжетной линии. Также Томас высказал лестные слова по поводу саундтрека и графики, «в полной мере использующей все преимущества 16-битной системы».
Игровой процесс получил более смешанные отзывы. Кэвин назвал боевую механику недостаточно оригинальной, а также раскритиковал игру за отсутствие цельной сюжетной линии. Напротив, критик Next Generation счёл боевую систему довольно оригинальной на фоне других игр того же жанра и отметил, что в переосмысливании привычных игровых механик он узнаёт типичную черту игры серии Mario. Обозреватель похвалил сбалансированную сложность проекта, подчеркнув, что Mario RPG достаточно сложна, чтобы бросить вызов ветеранам ролевых игр, но и достаточно проста, чтобы не отпугнуть новичков и познакомить их с жанром RPG. Ему вторил Скерри Ларри, отметив, что игра должна понравиться как заядлым фанатам ролевых игр, так и новичкам. Сложность основного прохождения, а также обилие побочных квестов и мини-игр таких как музыкальные уровни «Тоадофски» (англ. Toadofsky) гарантируют интерес к повторному прохождению. Критик также оценил фирменный юмор и стиль головоломок, привнесённые Squaresoft. Миллер посетовала, что после множества сражений музыка начинает казаться монотонной, а при повторном прохождении каких-то сюрпризов ждать не стоит. Рецензент 1UP упрекнул Mario RPG за её визуальный стиль, назвав его слишком детским для взрослых геймеров. Редакция Next Generation заявила, что игра «зиждится на персонажах и хорошо проработанном игровом мире».

### Влияние
В 2009 году журнал Official Nintendo Magazine поместил Super Mario RPG на 34-е место среди лучших игр Nintendo. Редакция Electronic Gaming Monthly номинировала Mario RPG на звания «Игры года на Super NES» и «Ролевой игры года», но в итоге присудив их играм Tetris Attack и Blood Omen: Legacy of Kain. Журнал Complex поместил Super Mario RPG на 8-е место в списке «лучших игр для Super Nintendo всех времён», редакция GameFAQs — на 26-е место в списке «лучших игр всех времён», а редакция Electronic Gaming Monthly — на 26 место. В 2007 году, по итогам голосования пользователей сайта IGN, Super Mario RPG была отмечена на 30-м месте рейтинга «100 лучших игр всех времён». В 2016 году редакция журнала Game Informer поставила игру на 20-ю строчку в своей подборке «25 лучших игр для SNES», в аналогичном списке от GamesRadar+ проект занял 13-е место. Помимо этого, Super Mario RPG отметилась в хит-параде журнала Esquire — среди 15-ти лучших игр для 16-битной консоли Nintendo — на 10-й строчке, а также добралась до аналогичной позиции в списке IGN, но уже среди сотни. Кроме того, игра включена в список лучших проектов для SNES по мнению GameSpot.
Хотя Super Mario RPG так и не получила прямых сиквелов, она считается идейной и жанровой предшественницей серий Paper Mario, Mario & Luigi и их продолжений. Первоначально Nintendo объявила о предстоящем выходе сиквела игры под названием Super Mario RPG 2 для 64DD, но затем она была переименована в Paper Mario и анонсирована для приставки Nintendo 64. Фудзиока и Маэкава, руководящие разработкой игры, продолжили свою работу в AlphaDream, принимая непосредственное участие в создании почти каждой части франшизы Mario & Luigi. Ёко Симомура, написавшая музыку к Super Mario RPG, также позднее работала над созданием саундтреков к играм Mario & Luigi. В одной из мини-игр в Mario & Luigi: Superstar Saga появляется персонаж Джино, дебютировавший в Super Mario RPG. В финальных титрах после прохождения игры упоминается, что права на персонажа принадлежат Square Enix. Впоследствии Джино был убран из ремейка на 3DS. После банкротства AlphaDream в конце 2019 года, из-за накопившихся долгов, будущее франшизы Mario & Luigi остаётся в подвешенном состоянии, так как именно эта компания продолжала заниматься разработкой серии.
Оригинальные персонажи и локации из Super Mario RPG фигурировали в детской книге Mario and the Incredible Rescue, изданной Scholastic Corporation в 2006 году. Несмотря на свой однократное появление во франшизе, Джино полюбился многим фантам Марио и Масахиро Сакураи решил добавить персонажа в качестве костюма (Mii Fighter) в файтинг-кроссовер Super Smash Bros. Ultimate для Nintendo Switch.

### Ремейк
В июне 2023 года был анонсирован 3D-ремейк игры для приставки Nintendo Switch, релиз которого состоялся осенью. Проект был разработан на движке Unity компанией ArtePiazza, которая ранее работала над играми серии Dragon Quest. Помимо обновлённой графики, Nintendo обновила имена персонажей и врагов: принцесса Тоадстул стала принцессой Пич (ближе к современному варианту), а Лягушатника переименовали в Лягушачьего мудреца. Также была добавлена возможность переключаться между оригинальной музыкой и полностью переписанным оркестровым саундтреком Симомуры. Новая боевая механика включает в себя возможность наносить урон всем врагам при идеальном попадании в тайминг и мощные командные «тройные атаки», выполняемые после заполнения шкалы с использованием успешных активных команд. Другие нововведения включают более гибкую настройку сложности, бестиарий врагов и постиг-игровой контент, включая возможность прослушивания саундтрека и переигрывание босс-файтов, с повышением сложности. Согласно сайту-агрегатору Metacritic, проект получил «в целом положительные отзывы», а его рейтинг на портале OpenCritic составляет 96 %.

### Комментарии
1. ↑  В Японии известна под названием Super Mario RPG (яп. スーパーマリオＲＰＧ)